# 高佑思
高佑思（希伯來語：‎，羅馬化：Raz Gal-Or； 1994年—）是一名出生于以色列，活跃于中国的Bilibili、新浪微博、抖音等平台的自媒体视频制作者，亦和其家人居住于中国北京市，是自媒体视频制作团体歪果仁研究协会的创始人之一。

## 生平
高佑思于1994年出生于一个以色列家庭，兄弟姐妹四人中他是长子。13岁那年，他跟随经商的父亲高哲铭搬家到香港，进入一所加拿大国际学校就读，当时他只会讲希伯来语而不会讲普通话和粤语，英语水平亦很低。他在香港生活了五年，期间亦曾随父亲到中国内地旅行。五年后，也就是2012年，高哲铭的投资重点转移到北京，于是他们一家也从香港搬到北京。到达北京后，高佑思希望能考进北京大学，不过他当时还不会中文，于是开始学中文和准备考试。2013年报考北京大学时他落榜了，第二年他由理科生转为文科生，再次参加招生考试，被北京大学国际关系学院录取。成为北京大学的本科生后，高佑思在学院组织的一个游学项目中结识了方晔顿，后来一起创立了歪果仁研究协会。